# Nernstov potencial
Nernstov potencial je električni potencial, ki se vzpostavi zaradi različne koncentracije ionov na eni in drugi strani membrane (npr. celične membrane).
Ione poganja gradient elektrokemijskega potenciala, slednji pa je sestavljen iz dveh prispevkov: po eni strani na ione zaradi njihovega naboja deluje električno polje oz. gradient električnega potenciala, po drugi pa zaradi difuzije ioni migrirajo iz območja, kjer je njihova koncentracija višja, v območje, kjer je ta nižja. Neto tok ionov se ustavi, ko se elektrokemijska potenciala na obeh straneh membrane izenačita. To se zgodi pri neki ravnovesni vrednosti električnega potenciala, ki jo imenujemo Nernstov potencial in je podana z izrazom:
{\displaystyle \phi ={\frac {RT}{ZF}}\ln {\frac {c1}{c2}}}
Pri tem je R splošna plinska konstanta, T absolutna temperatura, Z valenca iona, F = NA e0 Faradayeva konstanta, c1 in c2 pa koncentraciji ionov na eni in drugi strani membrane.

## Zgodovina
Nernstov potencial je imenovan po svojem odkritelju, nemškem kemiku in fiziku Walterju Hermannu Nernstu.